# Armistițiul de la Jam Zapolsky

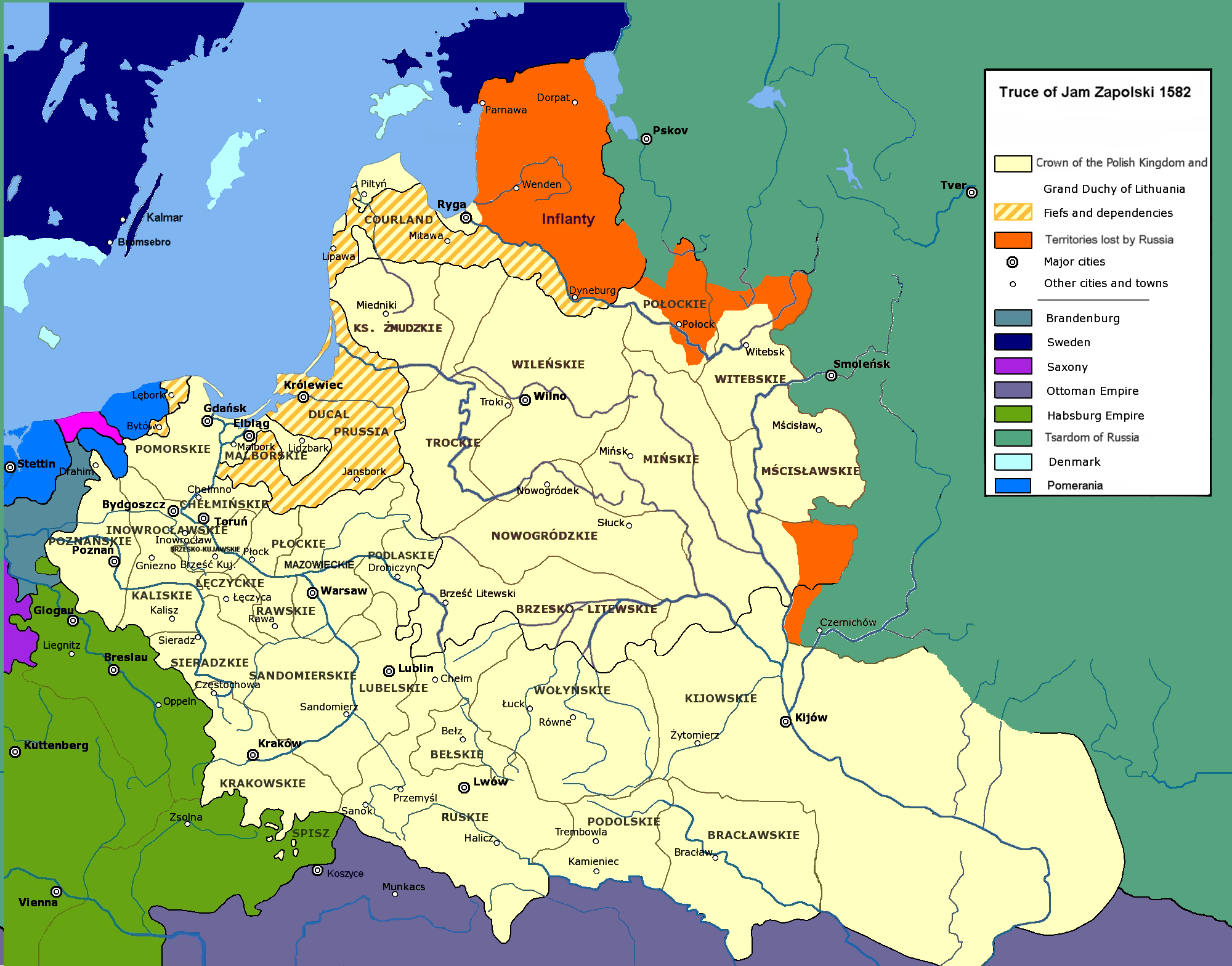
Armistițiul de la Jam Zapolsky, cu portocaliu sunt indicate teritoriile recuperate de Uniunea statală polono-lituaniană

Armistițiul sau Tratatul de la Yam-Zapolsky (Ям-Запольский) sau Jam Zapolski, semnat la 15 ianuarie 1582 între Uniunea statală polono-lituaniană și Țaratul Rusiei, a fost unul dintre tratatele care au pus capăt Războiului Livonian. A urmat campaniei de succes a lui Ștefan Báthory în Livonia, care a culminat cu Asediul Pskovului. 
Armistițiul a fost încheiat cu ajutorul legatului papal Antonio Possevino și a fost semnat pentru Uniunea statală polono-lituaniană de către regele Poloniei și Marele Duce al Lituaniei Ștefan Báthory și pentru Rusia de țarul Ivan cel Groaznic și a instituit un armistițiu de zece ani. 
În termenii tratatului, Rusia a renunțat la pretențiile asupra Livoniei și Poloțkului, dar nu a cedat niciun teritoriu rusesc de bază, întrucât Báthory a returnat teritoriile pe care armatele sale le ocupaseră (a renunțat, în special, la asediul Pskovului și a părăsit orașul Velikie Luki. Armistițiul a fost prelungit timp de douăzeci de ani în 1600, când o misiune diplomatică la Moscova, condusă de Lew Sapieha, a încheiat negocierile cu țarul Boris Godunov. Armistițiul a fost încălcat când polonezii au invadat Moscova în 1605. 
Unul dintre principalii negociatori din partea poloneză a fost Krzysztof Warszewicki.

## Legături externe
- Lupta pentru dominația în Marea Baltică